# Parafia św. Augustyna w Borucinie
Parafia św. Augustyna w Borucinie – rzymskokatolicka parafia znajdująca się w Borucinie. Parafia należy do dekanatu Pietrowice Wielkie i diecezji opolskiej.

## Historia
Miejscowość należała pierwotnie do parafii w Krzanowicach w dekanacie hulczyńskim archidiecezji ołomunieckiej, na terenie tzw. dystryktu kietrzańskiego. Usamodzielniła się na początku XX wieku. Była morawskojęzyczna (zobacz Morawcy). Od końca II wojny światowej w granicach Polski. W 1972 powstała diecezja opolska, co zakończyło okres formalnej przynależności do archidiecezji ołomunieckiej.

## Galeria

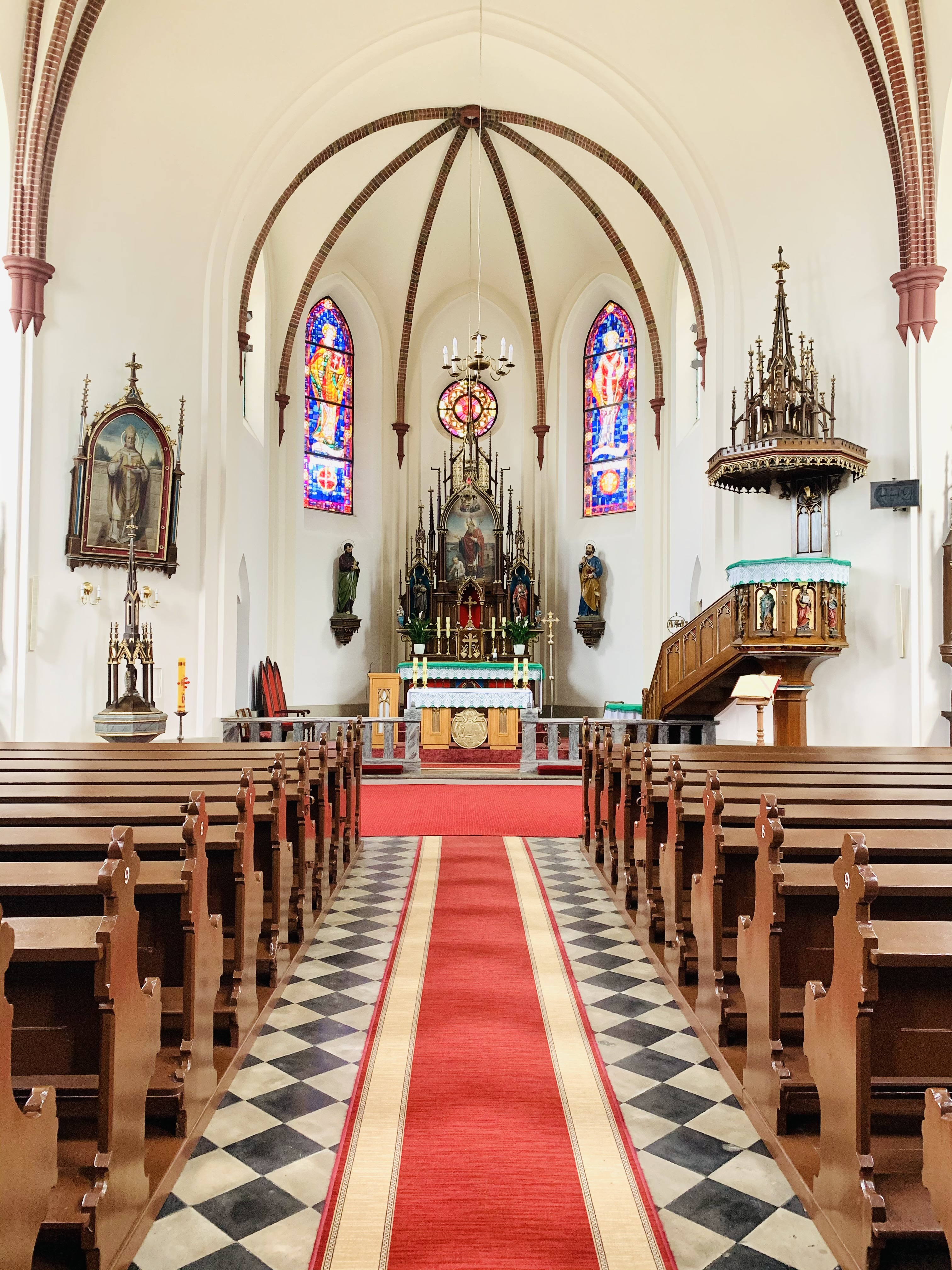
Nawa główna
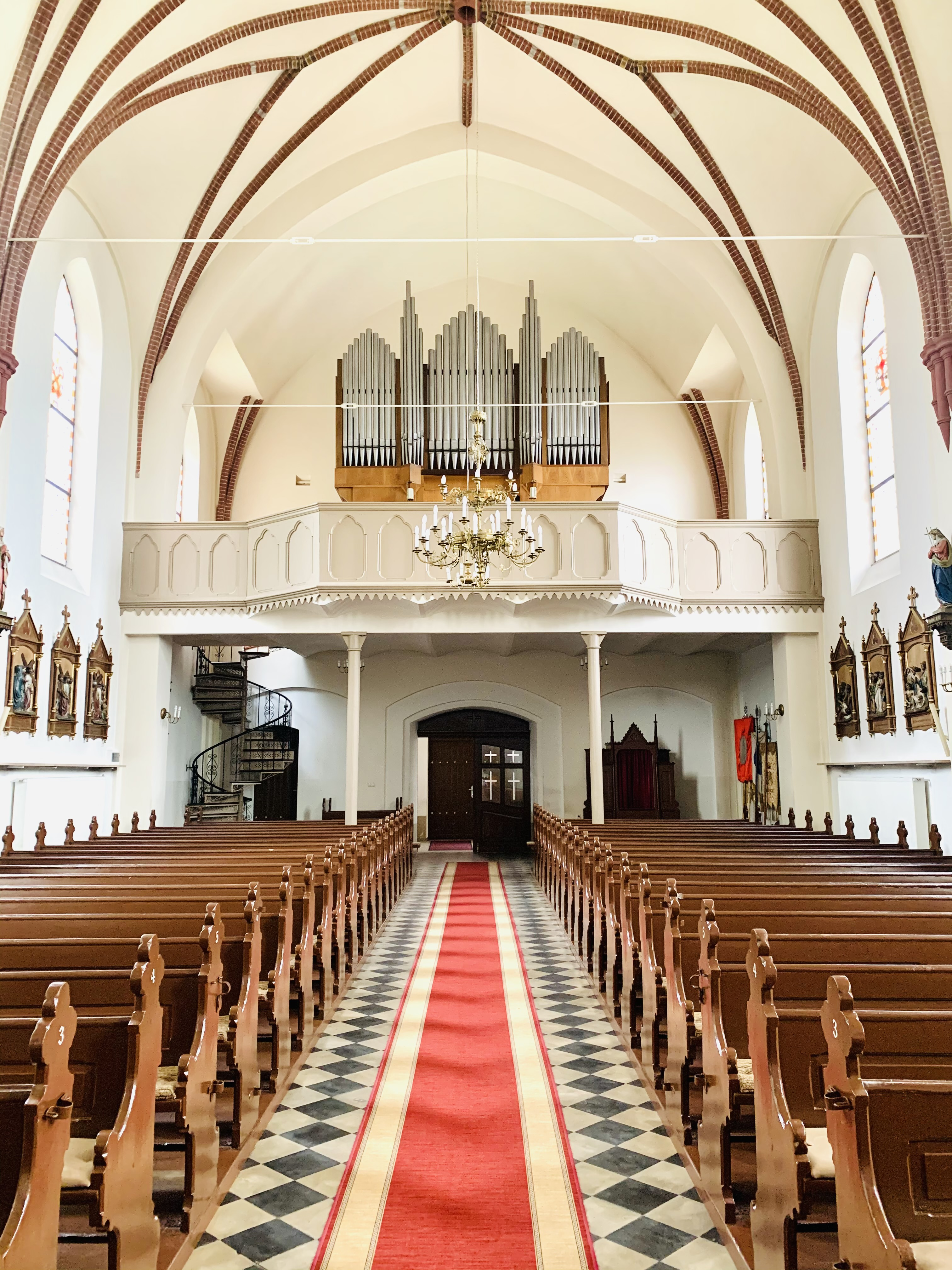
Chór
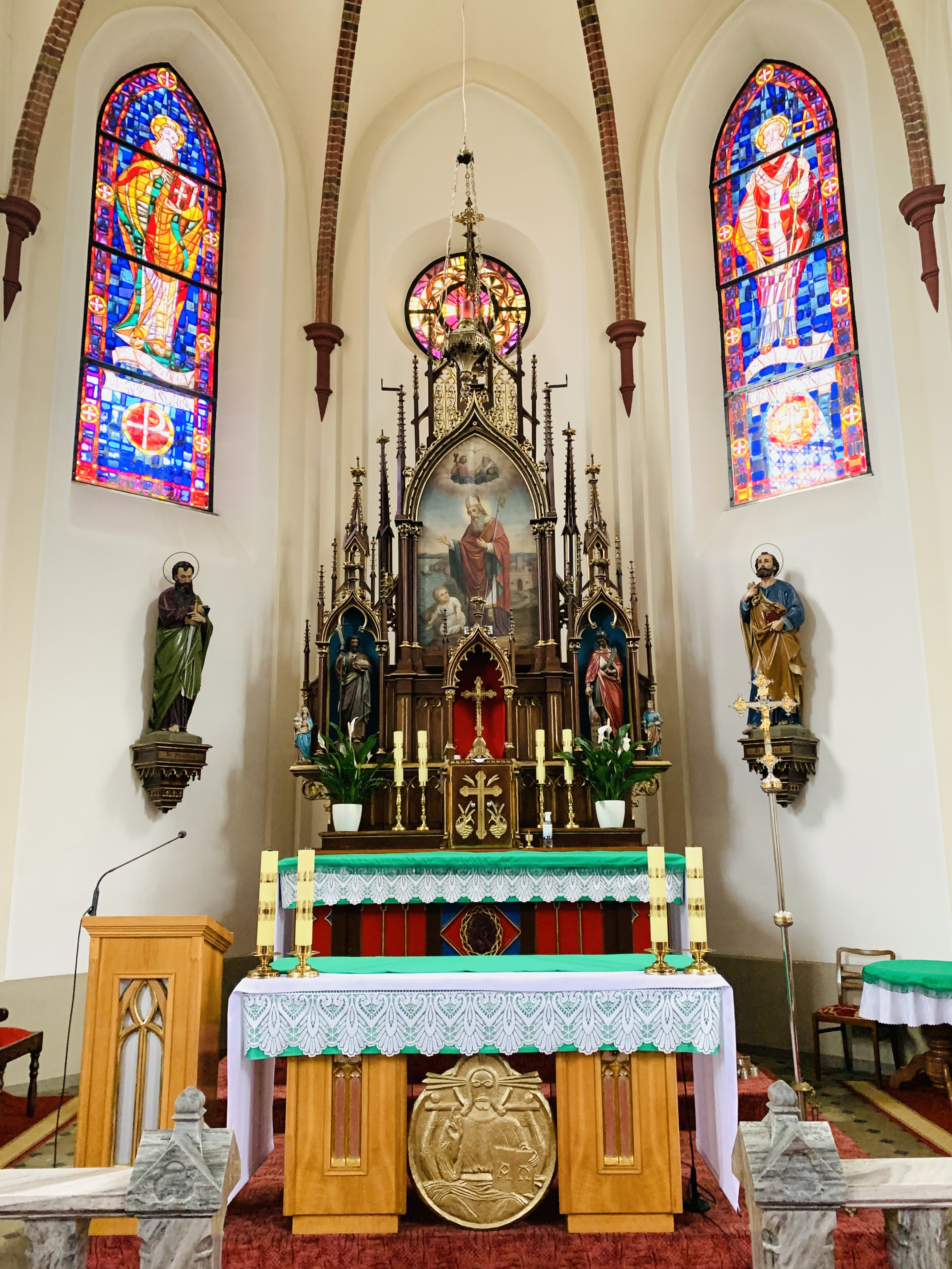
Ołtarz główny
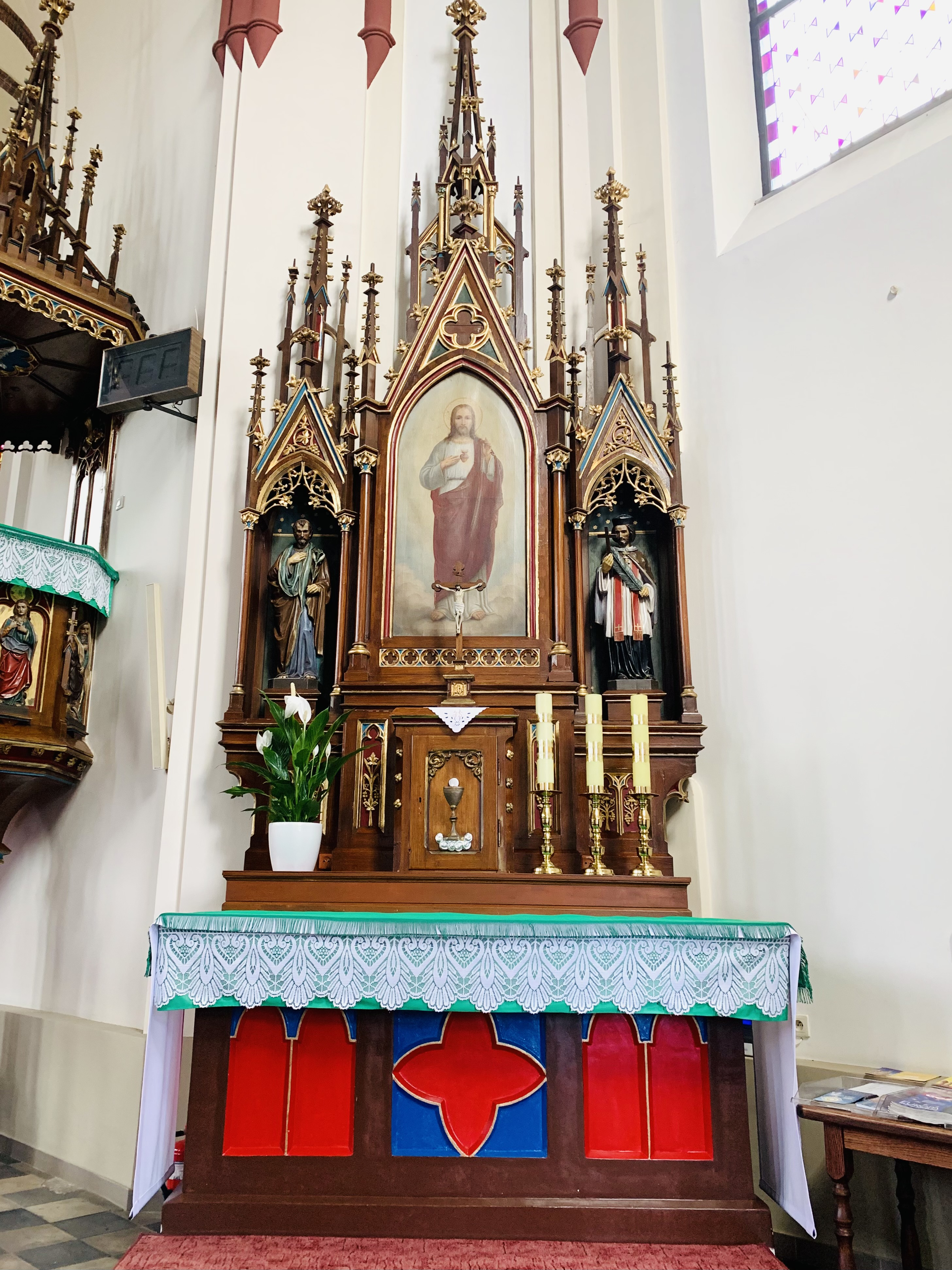
Ołtarz poświęcony NSJP
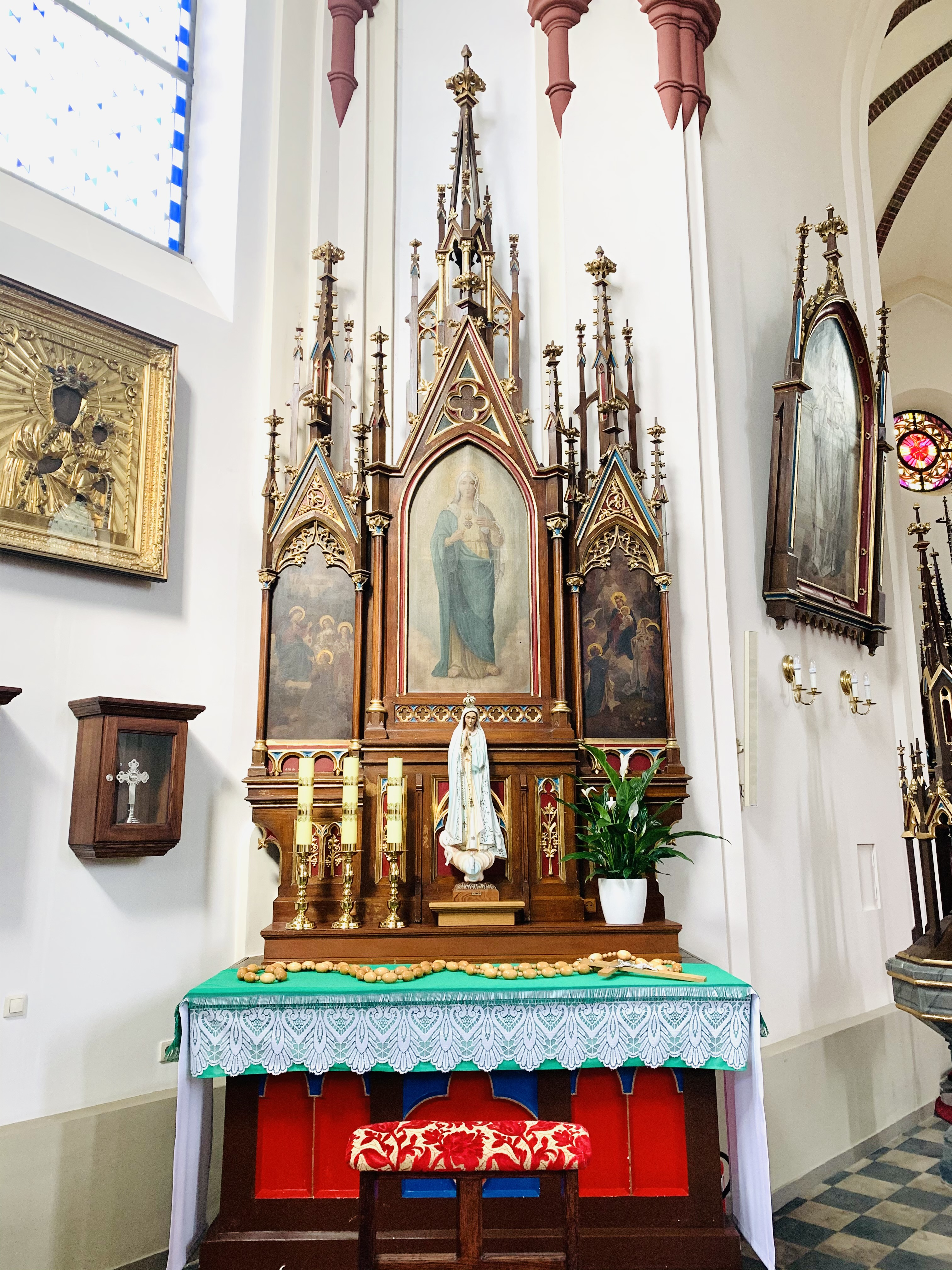
Ołtarz poświęcony NMP
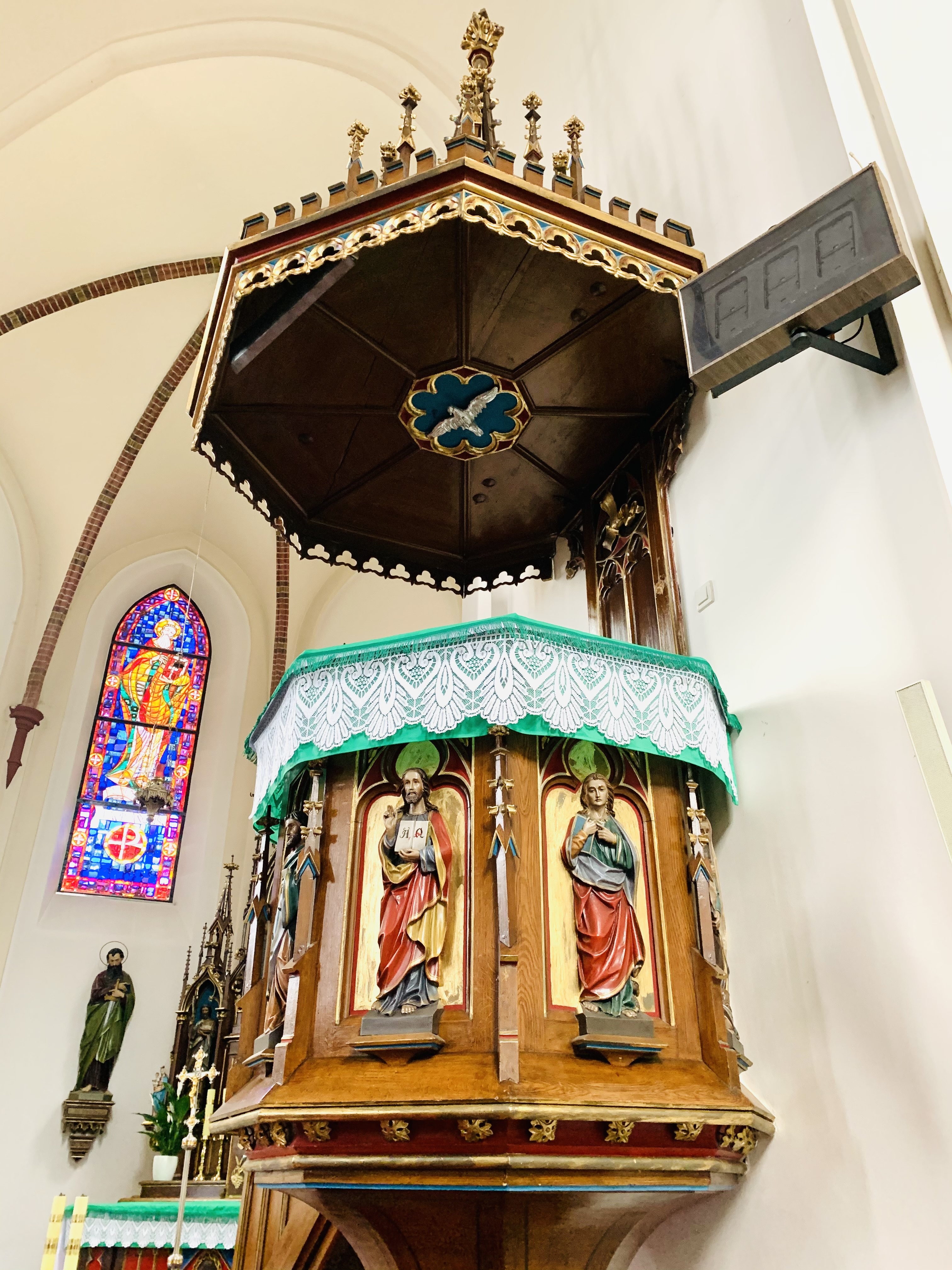
Ambona
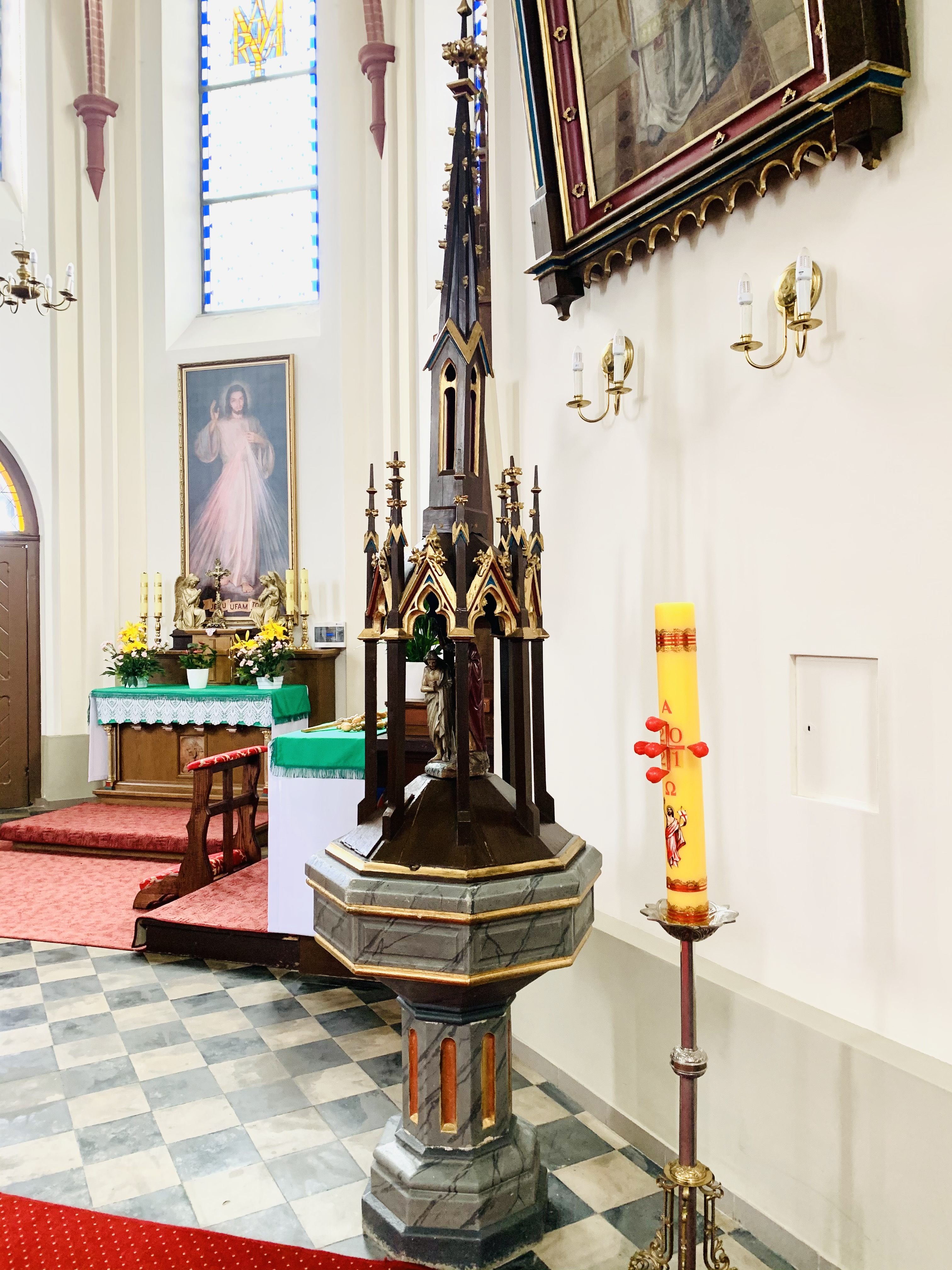
Chrzcielnica